# Capo del governo

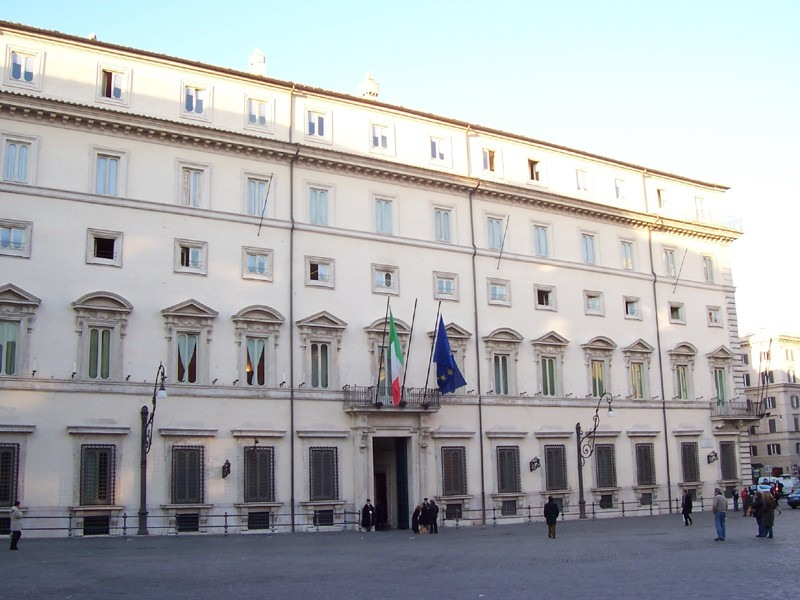
Palazzo Chigi, sede del Presidente del Consiglio dei Ministri della Repubblica Italiana, a Roma

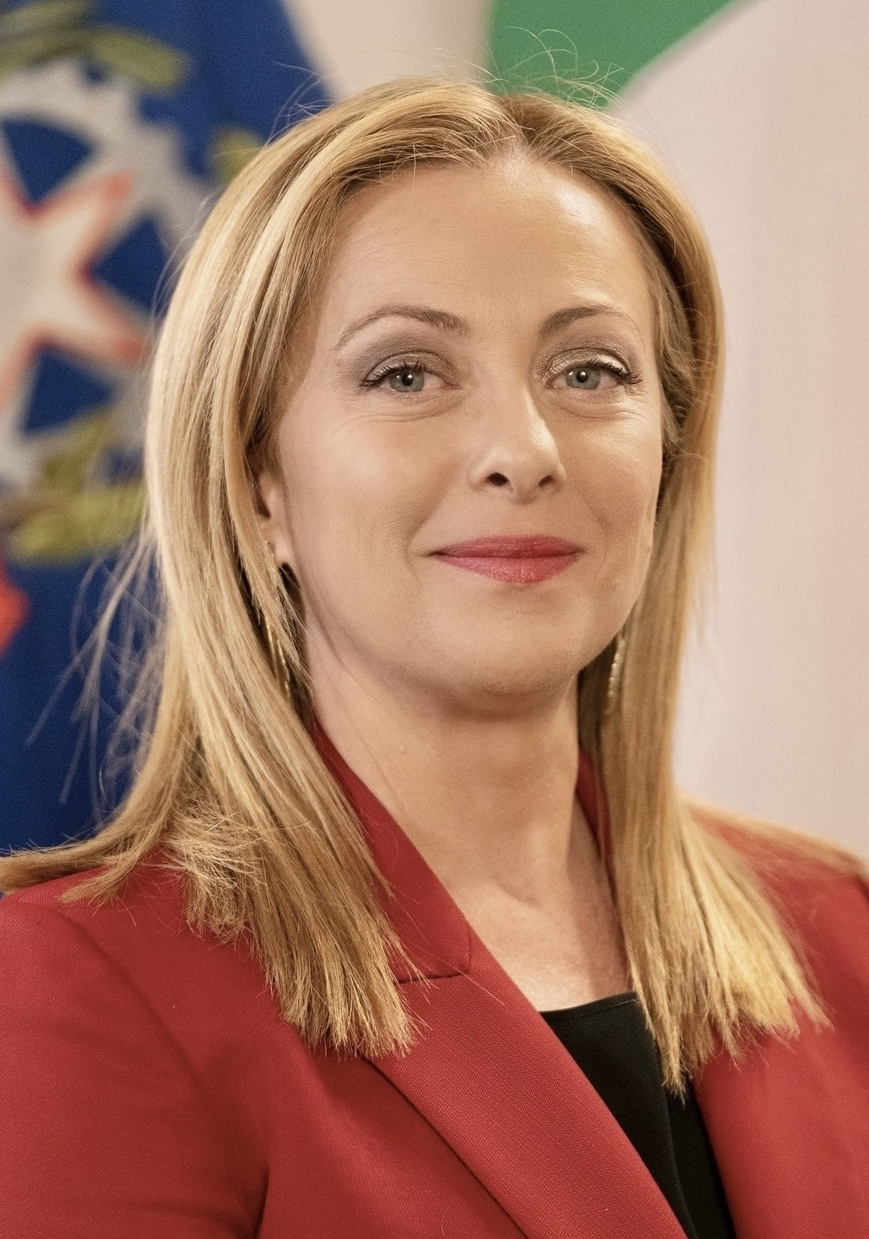
Giorgia Meloni, attuale capo del governo in Italia (Presidente del Consiglio dei ministri della Repubblica Italiana)

Il capo del governo è la persona che, in uno Stato sovrano, ha normalmente il compito di presiedere il gabinetto di governo, l'organo collegiale che riunisce i ministri. A seconda della forma di governo adottata può coincidere o non coincidere con la carica di capo dello Stato.
Nelle repubbliche presidenziali e nelle monarchie assolute non esiste un capo del governo distinto dal capo dello Stato, mentre nei sistemi parlamentari, dove il capo dello Stato riveste principalmente una funzione cerimoniale e di garanzia, le due figure sono separate e il capo del governo è responsabile di fronte al Parlamento. Così anche nella repubblica semipresidenziale dove, però, il capo del governo è responsabile anche di fronte al capo dello Stato.
I vari paesi hanno adottato titoli formali differenti per indicare il capo del governo nelle rispettive costituzioni. Tra i titoli più comuni vi sono quelli di "primo ministro", "presidente del Consiglio dei ministri", "cancelliere", "presidente del Governo", "ministro presidente" e "ministro di Stato". Le funzioni e le prerogative del capo del governo, a prescindere dal titolo formale con cui viene chiamato, variano ampiamente nei diversi ordinamenti costituzionali.

## Denominazioni attualmente in uso
La denominazione più diffusa per un capo del governo è quella di "primo ministro", utilizzata ad esempio nel Regno Unito, in Francia e nei reami del Commonwealth. Talvolta il titolo di primo ministro, insieme alla sua forma abbreviata premier, viene usato impropriamente o informalmente (per esempio in Italia o  in Polonia) per indicare il capo del governo anche laddove il titolo formale è un altro.

### Europa
- Capo del Governo:
  -  Andorra (in catalano Cap de Govern)
  -  Irlanda (in irlandese Taoiseach)
  -  Liechtenstein (in tedesco Regierungschef)
- Cancelliere federale:
  -  Austria (in tedesco Bundeskanzler)
  -  Germania (in tedesco Bundeskanzler)
- Ministro capo:
  -  Albania (in albanese Kryeministri)
  -  Estonia (in estone Peaminister)
  -  Finlandia (in finlandese Pääministeri)
- Ministro di Stato:
  -  Danimarca (in danese Statsminister)
  -  Monaco (in francese Ministre d'État)
  -  Norvegia (in norvegese Statsminister)
  -  Svezia (in svedese Statsminister)
- Ministro presidente:
  -  Bulgaria (in bulgaro Министър-председател, Ministar-predsedatel)
  -  Islanda (in islandese Forsætisráðherra)
  -  Lettonia (in lettone Ministru prezidents)
  -  Lituania (in lituano Ministras Pirmininkas)
  -  Paesi Bassi (in olandese Minister-president)
  -  Ungheria (in ungherese Miniszterelnök)
- Presidente del consiglio dei ministri:
  -  Bosnia ed Erzegovina (in bosniaco Predsjedavajući Vijeća ministara; in croato Predsjedatelj Vijeća ministara; in serbo Predsjedavajući Savjeta ministara)
  -  Italia (in italiano Presidente del Consiglio dei ministri[2])
  -  Polonia (in polacco Prezes Rady Ministrów)
- Presidente del Governo:
  -  Rep. Ceca (in ceco Předseda Vlády)
  -  Croazia (in croato Predsjednik Vlade)
  -  Macedonia del Nord (in macedone Претседател на Владата, Pretsedatel na Vladata)
  -  Montenegro (in montenegrino Predsjednik Vlade)
  -  Russia (in russo Председатель Правительства, Predsedatel' Pravitel'stva)
  -  Serbia (in serbo Председник Владе, Predsednik Vlade)
  -  Slovacchia (in slovacco Predseda Vlády)
  -  Slovenia (in sloveno Predsednik Vlade)
  -  Spagna (in spagnolo Presidente del Gobierno)
- Primo ministro:
  -  Belgio (in olandese Eerste minister; in francese Premier ministre; in tedesco Premierminister)
  -  Bielorussia (in bielorusso Прэм'ер-міністр, Premjer-ministr; in russo Премьер-министр, Prem'yer-ministr)
  -  Francia (in francese Premier ministre)
  -  Grecia (in greco Πρωθυπουργός, Pro̱thypourgós)
  -  Lussemburgo (in francese Premier ministre; in lussemburghese Premierministere)
  -  Malta (in maltese Prim Ministru; in inglese Prime Minister)
  -  Moldavia (in romeno Prim-ministrul)
  -  Portogallo (in portoghese Primeiro-ministro)
  -  Regno Unito (in inglese Prime Minister)
  -  Romania (in romeno Prim-ministrul)
  -  Ucraina (in ucraino Прем'єр-міністр, Prem'ier-ministr)

### Africa
- Capo del Governo:
  -  Algeria (in arabo رئيس حكومة, Rayiys hukuma)
  -  Marocco (in arabo رئيس حكومة, Rayiys hukuma)
  -  Tunisia (in arabo رئيس حكومة, Rayiys hukuma)
- Primo ministro:
  -  Burkina Faso (in francese Premier ministre)
  -  Capo Verde (in portoghese Primeiro-ministro)
  -  Rep. Centrafricana (in francese Premier ministre)
  -  Rep. del Congo (in francese Premier ministre)
  -  RD del Congo (in francese Premier ministre)
  -  Guinea Equatoriale (in spagnolo Primer ministro)
  -  Lesotho (in inglese Prime Minister)
  -  Madagascar (in malgascio Praiminisitra; in francese Premier ministre)
  -  Mali (in francese Premier ministre)
  -  Mauritius (in inglese Prime Minister; in francese Premier ministre)
  -  Mozambico (in portoghese Primeiro-ministro)
  -  Namibia (in inglese Prime Minister)
  -  Niger (in francese Premier ministre)
  -  São Tomé e Príncipe (in portoghese Primeiro-ministro)

### America
- Primo ministro:
  -  Antigua e Barbuda (in inglese Prime Minister)
  -  Bahamas (in inglese Prime Minister)
  -  Barbados (in inglese Prime Minister)
  -  Belize (in inglese Prime Minister)
  -  Canada (in inglese Prime Minister; in francese Premier ministre)
  -  Cuba (in spagnolo Primer Ministro)
  -  Dominica (in inglese Prime Minister)
  -  Giamaica (in inglese Prime Minister)
  -  Grenada (in inglese Prime Minister)
  -  Guyana (in inglese Prime Minister)
  -  Haiti (in francese Premier ministre; in haitiano Premye minis)
  -  Saint Kitts e Nevis (in inglese Prime Minister)
  -  Saint Lucia (in inglese Prime Minister)
  -  Saint Vincent e Grenadine (in inglese Prime Minister)
  -  Trinidad e Tobago (in inglese Prime Minister)

### Asia
- Capo del Governo:
  -  Israele (in ebraico רֹאשׁ הַמֶּמְשָׁלָה, Rosh HaMemshala)
- Ministro capo:
  -  Cambogia (in khmer នាយករដ្ឋមន្ត្រី, Neayk rodthamontrei)
- Ministro presidente del Gabinetto:
  -  Giappone (in giapponese 内閣総理大臣, Naikaku-sōri-daijin)
- Presidente dello Yuan Esecutivo:
  -  Taiwan (in cinese 行政院院長, Xíngzhèng Yuàn Yuànzhǎng; in taiwanese Hêng-chèng Īⁿ Īⁿ-tiúⁿ)
- Primo ministro del Consiglio di Stato:
  -  Cina (in cinese 国务院总理, Guówùyuàn Zǒnglǐ)
- Primo ministro:
  -  Georgia (in georgiano პრემიერ-მინისტრი, P'remier-minist'ri)
  -  India (in hindī प्रधानमन्त्री, Pradhānamantrī; in inglese Prime Minister)
  -  Nepal (in nepalese प्रधानमन्त्री, Pradhānamantrī)
  -  Singapore (in inglese Prime Minister; in malese Perdana Menteri)
  -  Timor Est (in portoghese Primeiro-ministro; in tetum Primeiru-ministru)
  -  Vietnam (in vietnamita Thủ tướng)

### Oceania
- Primo ministro:
  -  Australia (in inglese Prime Minister)
  -  Figi (in inglese Prime Minister)
  -  Nuova Zelanda (in inglese Prime Minister)
  -  Papua Nuova Guinea (in inglese Prime Minister)
  -  Isole Salomone (in inglese Prime Minister)
  -  Samoa (in inglese Prime Minister)
  -  Tonga (in inglese Prime Minister)
  -  Tuvalu (in inglese Prime Minister)
  -  Vanuatu (in inglese Prime Minister)

## Denominazioni utilizzate in passato
- Capo del Gabinetto:
  -  Belgio, 1831–1918 (in francese Chef du Cabinet; in olandese Kabinetsleider)
  -  Francia, 1870 (in francese Chef du Cabinet)
- Capo del Governo:
  -  Francia, 1942–1944 (in francese Chef du gouvernement)
  -  Italia, 1925–1944 (in italiano Capo del Governo[3])
- Cancelliere del Reich:
  -  Germania, 1871–1945 (in tedesco Reichskanzler)
- Cancelliere federale:
  -  Confederazione Tedesca del Nord, 1867–1871 (in tedesco Bundeskanzler)
  -  Germania Ovest, 1949–1990 (in tedesco Bundeskanzler)
- Ministro presidente:
  -  Impero austriaco, 1848–1852 (in tedesco Ministerpräsident)
  -  Austria, 1867–1918 (in tedesco Ministerpräsident)
  -  Germania Est, 1949–1969 (in tedesco Ministerpräsident)
  -  Prussia, 1848–1867 (in tedesco Ministerpräsident)
- Presidente del Consiglio:
  -  Danimarca, 1855–1918 (in danese Konseilspræsident)
  -  Lussemburgo, 1848–1857 (in francese Président du Conseil)
  -  Lussemburgo, 1915 (in francese Président du Conseil)
- Presidente del Consiglio dei commissari del Popolo:
  -  Unione Sovietica, 1922–1946 (in russo Председатель Совета Народных Комиссаров, Predsedatel' Soveta Narodnykh Komissarov)
- Presidente del Consiglio dei ministri:
  -  Baviera, 1849–1871 (in tedesco Vorsitzender des Ministerrats)
  -  Brasile, 1847–1889 (in portoghese Presidente do Conselho de ministros)
  -  Brasile, 1961–1963 (in portoghese Presidente do Conselho de ministros)
  -  Cuba, 1976–2019 (in spagnolo Presidente del Consejo de ministros)
  -  Regno delle Due Sicilie, 1815–1861 (in italiano Presidente del Consiglio dei ministri)
  -  Francia, 1815–1849 (in francese Président du Conseil des ministres)
  -  Francia, 1876–1940 (in francese Président du Conseil des ministres)
  -  Francia, 1947–1959 (in francese Président du Conseil des ministres)
  -  Germania Est, 1969–1990 (in tedesco Vorsitzender des Ministerrats)
  -  Jugoslavia, 1918–1945 (in serbo-croato Председник Министарског савета, Predsednik Ministarskog saveta)
  -  Lettonia, 1990–1993 (in lettone Ministru padomes priekšsēdētājs)
  -  Lituania, 1990–1992 (in lituano Ministrų Tarybos Pirmininkė)
  -  Paesi Bassi, 1848–1945 (in olandese Voorzitter van de Ministerraad)
  -  Portogallo, 1834–1910 (in portoghese Presidente do Conselho de ministros)
  -  Portogallo, 1933–1974 (in portoghese Presidente do Conselho de ministros)
  -  Romania, 1862–1965/89 (in romeno Președintele Consiliului de Miniștri)
  -  Regno di Sardegna, 1848–1861 (in italiano Presidente del Consiglio dei ministri)
  -  Spagna, 1834–1936 con interruzioni (in spagnolo Presidente del Consejo de ministros)
  -  Serbia e Montenegro, 2003–2006 (in serbo Председник Савета министара, Predsednik Saveta ministara)
  -  Ungheria, 1949–1989 (in ungherese Minisztertanács Elnöke)
  -  Unione Sovietica, 1946–1991 (in russo Председатель Совета Министров, Predsedatel' Soveta Ministrov)
- Presidente del Consiglio di Governo:
  -  Filippine, 1899 (in spagnolo Presidente del Consejo de Gobierno)
- Presidente del Consiglio Esecutivo:
  -  Irlanda, 1922–1937 (in irlandese Uachtarán ar Ard-Chomhairle; in inglese President of the Executive Council)
- Presidente del Consiglio Esecutivo federale:
  -  Jugoslavia, 1953-1992 (in serbo-croato Председник Савезног извршног већа, Predsednik Saveznog izvršnog veća)
- Presidente del Consiglio Nazionale di Amministrazione:
  -  Uruguay, 1919–1933 (in spagnolo Presidente del Consejo Nacional de Administración)
- Presidente del Governo:
  -  Cecoslovacchia, 1918–1992 (in ceco e slovacco Předseda Vlády)
  -  Jugoslavia, 1945–1953 (in serbo-croato Председник Владе, Predsednik Vlade)
  -  Lussemburgo, 1857–1989 (in francese Président du Gouvernement)
- Presidente del Governo federale:
  -  Jugoslavia, 1992–2003 (in serbo Председник Савезне владе, Predsednik Savezne vlade)
- Presidente del Ministero:
  -  Portogallo, 1911–1933 (in portoghese Presidente do Ministério)
  -  Sassonia, 1831–1867 (in tedesco Vorsitzender des Gesamtministeriums)
- Presidente della Conferenza dei ministri:
  -  Impero austriaco, 1852–1867 (in tedesco Vorsitzender der Ministerkonferenz)
- Primo ministro:
  -  Danimarca, 1848–1855 (in danese Premierminister)
  -  Filippine, 1978–1986 (in filippino Punong Ministro; in inglese Prime Minister)
  -  Unione Sovietica, 1991 (in russo Премьер-министр, Prem'yer-ministr)
  -  Sudafrica, 1910–1984 (in inglese Prime Minister; in afrikaans Eerste Minister)

## Il capo del governo nel sistema parlamentare
Nel sistema parlamentare, il governo opera secondo il seguente modo:
- Il capo del governo, solitamente il leader del partito o della coalizione di maggioranza, forma il governo che è responsabile di fronte al parlamento;
- La piena responsabilità del governo di fronte al parlamento è ottenuta attraverso
  - La possibilità, per il parlamento, di approvare una mozione di sfiducia.
  - La possibilità di non approvare le proposte legislative del governo.
  - Il controllo su — o la possibilità di non approvare — le misure fiscali e il bilancio; il governo è impotente senza il controllo dello stato delle finanze. In un sistema bicamerale, è spesso la cosiddetta camera bassa, ad esempio la Camera dei Comuni nel Regno Unito, che esercita i maggiori poteri di controllo; in altri casi, come ad esempio in Italia e in Australia, il governo è formalmente, o convenzionalmente, responsabile di fronte ad entrambe le camere del Parlamento.

Tutti questi requisiti investono direttamente il ruolo del capo del governo. Di conseguenza, esso si muove spesso "alla giornata" nei confronti del parlamento, rispondendo alle interrogazioni parlamentari e difendendo l'operato del governo di fronte all'assemblea legislativa.
In un sistema semi-presidenziale invece, questo ruolo del capo del governo non è necessario nel funzionamento del parlamento.

### Nomina
In molti paesi, il capo del governo riceve dal capo dello Stato il compito di formare un governo sulla base dei rapporti di forza tra i partiti che siedono in parlamento. In altri stati il capo del governo è direttamente eletto dal parlamento. Molti sistemi parlamentari richiedono che i ministri siano membri del parlamento, mentre altri impediscono ai membri del parlamento di far parte del governo, a meno che essi non lascino l'incarico parlamentare.

### Dimissioni
In un sistema parlamentare, il capo del governo può essere rimosso dalla carica nei seguenti casi:
- Dimissioni in seguito a:
  - una sconfitta nelle elezioni
  - la perdita della leadership nel suo partito.
  - la mancata approvazione da parte del parlamento di una questione di fiducia o l'approvazione di una mozione di sfiducia (in casi del genere il capo del governo può chiedere al Capo dello Stato lo scioglimento del parlamento per tentare di riottenere l'appoggio popolare attraverso le elezioni anticipate).
- Morte. In questo caso, viene nominato un capo del governo provvisorio fino alla nomina di un nuovo capo del governo.

### Posizione all'interno del governo
Le costituzioni differiscono nella gamma e negli scopi dei poteri gestiti dal capo del governo. Alcune costituzioni più vecchie (ad esempio quella australiana del 1900 e quella del Belgio del 1830) non fanno menzione del ruolo del primo ministro, carica che si è affermata successivamente de facto senza un riconoscimento costituzionale formale. Alcune costituzioni descrivono il primo ministro come primus inter pares (primo tra pari): esempi di ciò sono la costituzione della Finlandia e quella attuale del Belgio. Altri stati, indicano il primo ministro come la figura centrale e predominante all'interno del governo; il Taoiseach dell'Irlanda, ad esempio, può decidere da solo se e quando sciogliere il parlamento, in contrasto con altri paesi dove una decisione del genere è presa collettivamente dall'intero governo.
In molti paesi, uno degli effetti del processo di personalizzazione della politica è stato quello di rendere il primo ministro sempre più una figura "semi-presidenziale"; ciò è dovuto in parte all'attenzione particolare dei mass media verso i leader politici piuttosto che sulla cronaca parlamentare e in parte alla crescente centralizzazione del potere nelle mani del primo ministro. Accuse di questo tipo sono state mosse verso due recenti primi ministri britannici, Margaret Thatcher e Tony Blair; verso il primo ministro del Canada Pierre Trudeau, e verso il Cancelliere della Germania Ovest (e successivamente della Germania unita) Helmut Kohl.

## Residenza ufficiale
Al capo del governo viene spesso assegnata una residenza ufficiale, in maniera simile a quanto accade per il capo dello Stato.
Alcuni esempi di residenze ufficiali dei capi del governo sono:
- Palazzo Chigi, Roma (Presidente del Consiglio dei ministri dell'Italia)
- 10 Downing Street, Londra (Primo ministro del Regno Unito, che dispone anche di una residenza di campagna, Chequers)
- Catshuis, L'Aia (Ministro-presidente dei Paesi Bassi)
- 24, promenade Sussex, Ottawa (Primo ministro del Canada)
- Kantei, Tokyo (Primo ministro del Giappone)
- The Lodge, Canberra; Casa Kirribilli, Sydney (Primo ministro dell'Australia)
- Hôtel de Matignon, Parigi (Primo ministro della Francia)
- 1 Rue Lambermont, Bruxelles (Primo ministro del Belgio)
- Palazzo della Moncloa, Madrid (Presidente del Governo della Spagna)
- Premier House, Wellington (Primo ministro della Nuova Zelanda)
- Casa Sager, Stoccolma (Ministro di Stato della Svezia)

Vedi anche residenza ufficiale per una lista più completa.
Il nome della residenza è spesso usato come metonimia o titolo alternativo per indicare "il governo": ad esempio una frase del tipo "Palazzo Chigi ha deciso" è da interpretarsi come "Il Governo italiano ha deciso".
Allo stesso modo, i capi del governo di entità federali di livello subnazionali possono avere a disposizione una residenza ufficiale. Ciò rappresenta spesso le aspirazioni indipendentiste, o quantomeno autonomiste, di governi regionali o provinciali. Un esempio è, in Belgio, la residenza ufficiale del presidente-ministro della Comunità Fiamminga di lingua olandese ossia l'Hotel Herrera a Bruxelles e quella del presidente-ministro della Regione Vallone di lingua francese ossia l'Élysette (un diminutivo in francese dell'Eliseo, il palazzo presidenziale francese) a Namur.
In ogni modo, le residenze dei capi di governo sono solitamente più piccole di quelle dei capi di Stato, anche nel caso in cui quest'ultima sia una carica prettamente cerimoniale, a meno che le due figure siano combinate come accade per:
- la Casa Bianca (1600 Pennsylvania Avenue), Washington (Presidente degli Stati Uniti d'America)
- il Cremlino a Mosca (Presidente della Russia).